# 婆羅浮屠寺廟群
婆羅浮屠寺廟群為位於印度尼西亚爪哇島中部中爪哇省馬吉冷縣的佛教寺廟建築群，包含婆羅浮屠、曼都寺、帕翁寺三座寺廟，均創建於8世紀至9世紀。「婆羅浮屠寺廟群」在1991年第15屆世界遺產委員會會議通過列入《世界遺產名錄》，為印度尼西亞第一個世界遺產。

## 位置與組成

三座佛寺：婆羅浮屠、帕翁寺、曼都寺排成一直線，跨越普羅戈河

三座佛寺：婆罗浮屠、帕翁寺、曼都寺排成一直线，跨越普罗戈河。

婆羅浮屠寺廟群位於印度尼西亚中爪哇省馬吉冷縣，在日惹西北約40（25英里），梭羅西方約86（53英里）處，位於兩座雙火山（Twin Volcano）孫多羅火山－松賓火山和默巴布火山－默拉皮火山，以及兩條河流普羅戈河和埃洛河（Elo）之間的高地，此地稱為克都平原。根據當地神話，該地區因土壤肥力高而被稱為「爪哇花園」，為爪哇人的聖地。
在20世紀初的修復中，發現該地區的三座佛寺位於一條直線上，由西至東分別為婆羅浮屠、帕翁寺、曼都寺，婆羅浮屠與帕翁寺距離約1,750（5,740英尺），帕翁寺與曼都寺距離約1,150（3,770英尺）。有研究指出這三座寺廟有彼此之間具有一定關聯，推測可能是在前往婆羅浮屠之前，需在帕翁寺淨化心靈。
婆羅浮屠為當中最最大，也最富盛名的寺廟。建築的基座略呈正方形，每邊長123（404英尺），最高點距地面35（115英尺），由九個堆疊的平台組成，其中下方六個約略為方形、上方三個為圓形，頂部有一座中央圓頂。曼都寺寺廟的基座须弥座為方形，每邊長13.7（45英尺），基座高3.7（12英尺），基座上的寺廟高22.7（74英尺），合計高度為26.4（87英尺）:88-96。帕翁寺為三者當中規模最小的寺廟，基座每邊長10（33英尺），高12（39英尺）:2-471。

## 世界遺產登錄與設施介紹
第15屆「世界遺產委員會」會議1991年6月至7月於突尼西亞迦太基召開，由印度尼西亞申報的項目「婆羅浮屠寺廟群」經大會通過，成為印度尼西亞第一個入選的文化遺產，世界遺產編號為592。
该世界遗产被认为满足世界遺產登錄基準中的以下基準而予以登錄：
- （i）表现人类创造力的经典之作。
- （ii）在某期间或某种文化圈里对建筑、技术、纪念性艺术、城镇规划、景观设计之发展有巨大影响，促进人类价值的交流。
- （vi）具有显著普遍价值的事件、活的传统、理念、信仰、艺术及文学作品，有直接或实质的连结（世界遗产委员会认为该基准应最好与其他基准共同使用）。

「婆羅浮屠寺廟群」世界遺產包含3個項目：
| 世界遺產編號 | 名稱     | 所在地                      | 保護範圍  | 緩衝範圍  |
| ------------ | -------- | --------------------------- | --------- | --------- |
| 592-001      | 婆羅浮屠 | S7°36'28.001" E110°12'13.9" | 25.38公頃 | 62.57公頃 |
| 592-002      | 曼都寺   | S7°36'17.5" E110°13'48.4"   | 0.11公頃  | 1.67公頃  |
| 592-003      | 帕翁寺   | S7°36'21.899" E110°13'10.6" | 0.02公頃  | 0.07公頃  |

婆羅浮屠寺廟群入選世界遺產的原因：首先，婆羅浮屠的設計採用阶梯金字塔的形式，頂部有一座鐘形大佛塔，佛塔、寺廟與遠處的山峰和諧融合，為佛教建築藝術的傑作；其次，婆羅浮屠寺廟群三座寺廟建於8世紀至9世紀，是印度尼西亞藝術和建築的傑出典範，對該地13世紀中葉至16世紀初的建築復興產生了相當大的影響；再者，婆羅浮屠的建築布置形式融合印度尼西亞土著祖先崇拜的傳統與佛教涅槃概念，為供信眾禮佛的佛教聖地，禮佛者從浮屠底部開始，沿著重重的樓梯與走廊到達頂端，象徵通過三界：欲界、色界、無色界，對應著菩薩成佛前必須達到的各階段。
婆羅浮屠周邊有兩個博物館：婆羅浮屠博物館和薩穆德拉·羅薩博物館。婆羅浮屠博物館展出婆羅浮屠主佛塔未完成的佛像、主佛塔背後的華蓋、1890年由卡西揚·切帕斯（Casijan Chepas）拍攝了一列浮雕的照片，婆羅浮屠零散結構部件等；薩穆德拉·羅薩博物館則展出2004年從印度尼西亞航行到非洲、與實際大小相同的婆羅浮屠船複製品。婆羅浮屠船為參考婆羅浮屠建築浮雕上描繪的圖像，重現8世紀東南亞盛行的雙舷外伸浮體船（double outrigger ship）。

## 慶典
婆羅浮屠為印度尼西亞佛教聖地，每年的卫塞节期間，印度尼西亞的佛教徒會在婆羅浮屠、帕翁寺、曼都寺舉行盛大的慶祝儀式。衛塞節是紀念佛教創始人釋迦牟尼佛誕生、成道、般涅槃的節日，為公曆五月的第一個月圓之日（農曆十五日），自1983年起為印度尼西亞的國定假日。印度尼西亞各地佛教徒聚集於此朝聖，朝聖群眾由曼都寺出發，一路誦經、經過帕翁寺至婆羅浮屠，在婆羅浮屠舉辦慶祝儀式。每年衛塞節有例行的宗教儀式，從天芒宮縣的均普里特（Jumprit）泉水汲取聖水，以及從格羅博根（Grobogan）村中的永恆之火點燃火炬，用以作為祝福。聖水與火炬在遊行前會放在曼都寺中，在朝聖遊行時攜帶。儀式結束後，在帕翁寺、曼都寺、婆羅浮屠施放成千上萬的天燈，象徵對大千世界的开悟。

## 圖集

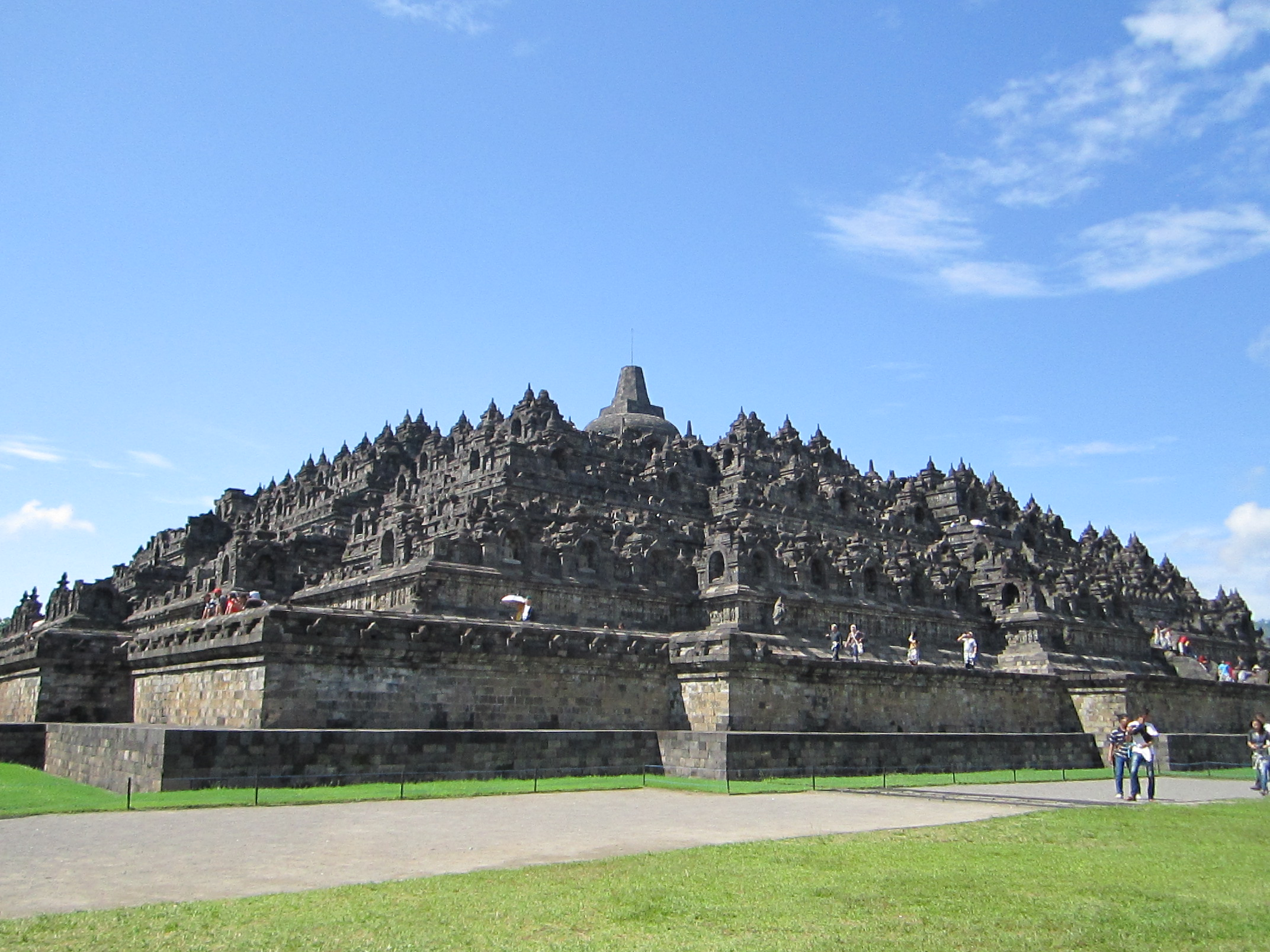
婆羅浮屠外觀
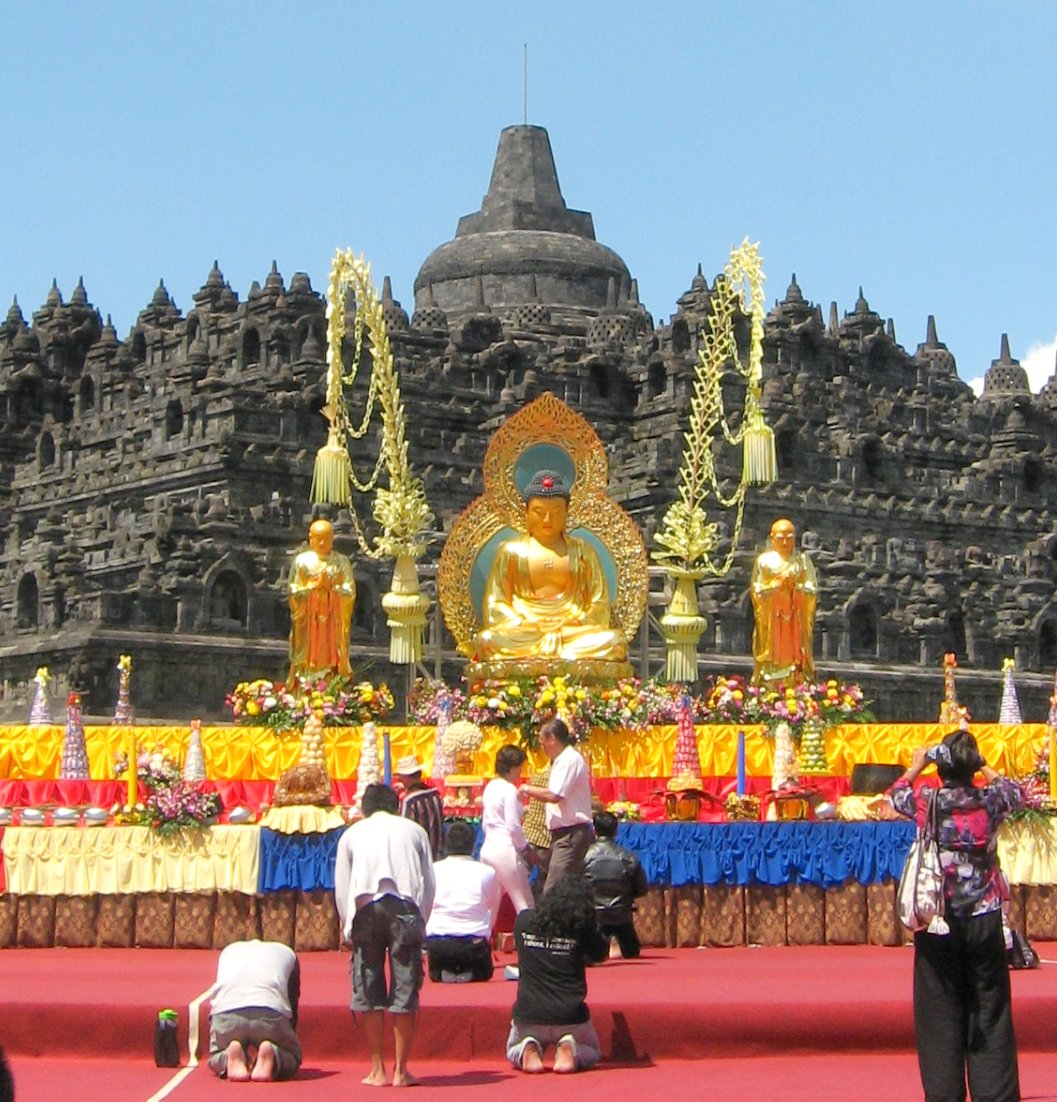
在婆羅浮屠的卫塞节儀式
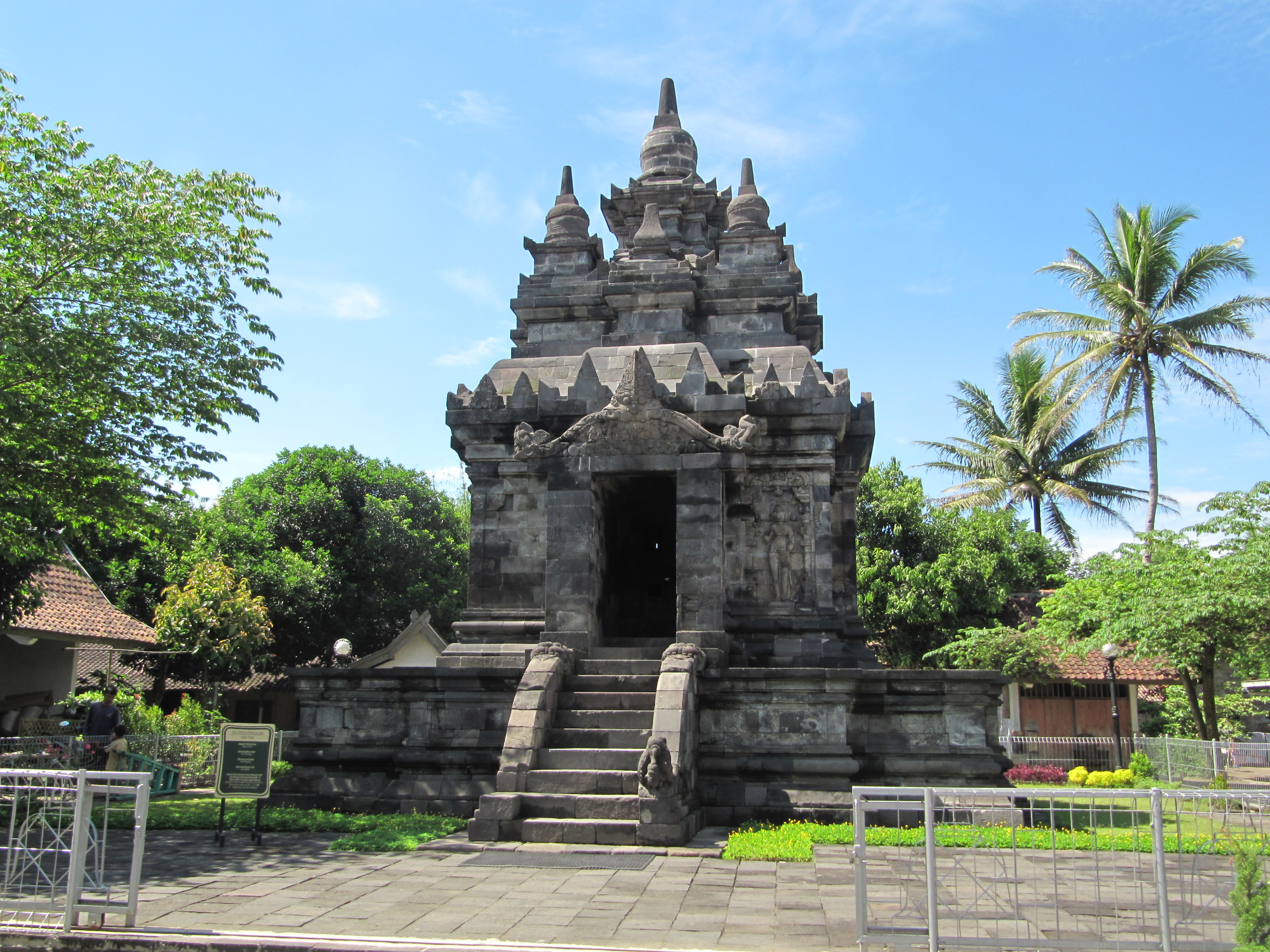
帕翁寺外觀
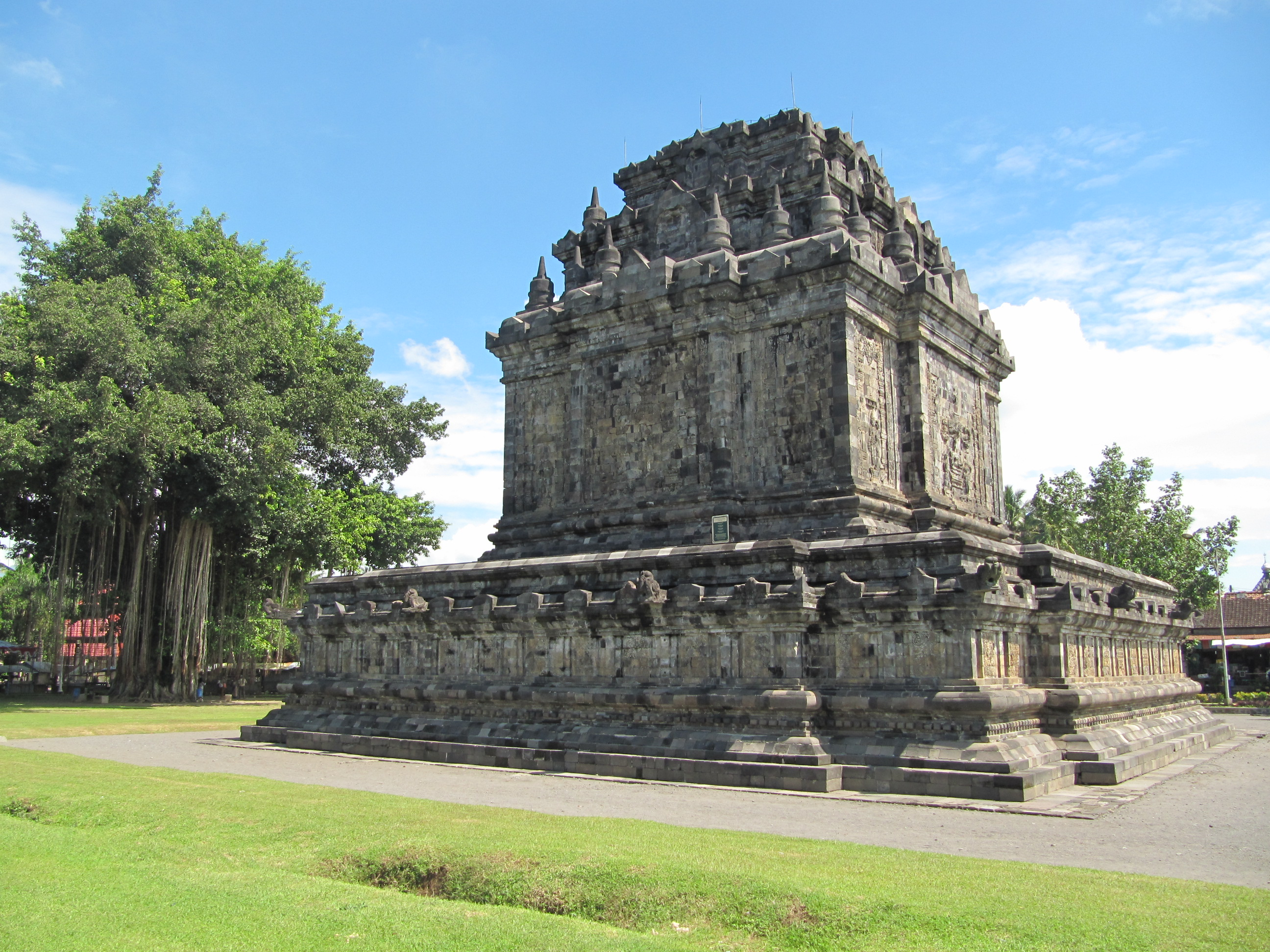
曼都寺外觀
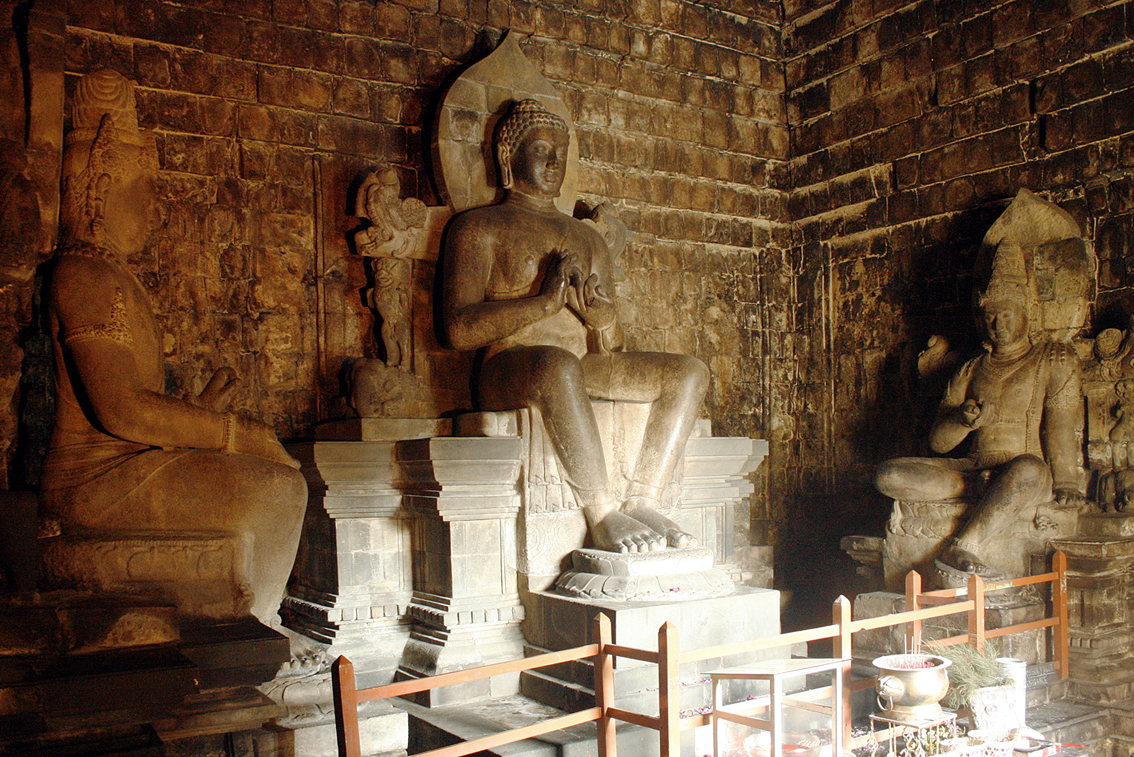
曼都寺一佛二菩薩石雕像

## 腳註
1. ↑  Troll, Valentin R.; Deegan, Frances M.; Jolis, Ester M.; Budd, David A.; Dahren, Börje; Schwarzkopf, Lothar M. . Geografiska Annaler: Series A, Physical Geography. 2015-03-01, 97 (1): 137–166  [2022-02-16]. ISSN 0435-3676. S2CID 129186824. doi:10.1111/geoa.12099. （原始内容存档于2021-03-21）.
2. ↑  Soekmono (1976), page 1.
3. ↑  N. J. Krom. . The Hague: Nijhoff. 1927  [2008-08-17]. （原始内容存档于2008-08-17）.
4. 1 2  J. L. Moens.  (PDF). Tijdschrift voor de Indische Taai-, Land- en Volkenkunde (Het Bataviaasch Genootschap van Kunsten en Wetenschappen). 1951: 326–386. （原始内容 (PDF)存档于2007-08-10）. trans. by Mark Long
5. ↑  Yazir Marzuki (1989), page 6.
6. ↑  Soekmono (1976), page 35-36.
7. ↑  佛光大藏經編修委員會 (编). . 佛光山宗委會. 2013-04-01. ISBN 9789865844004 （中文（繁體））.
8. 1 2  . 聯合國教科文組織.   [2021-11-03]. （原始内容存档于2017-10-10） （英语）.
9. ↑  . 聯合國教科文組織.   [2021-11-03]. （原始内容存档于2021-10-28） （英语）.
10. ↑  . The Borobudur Ship Expedition. 2004  [2011-12-14]. （原始内容存档于2003-02-17）.
11. ↑  . Waisak. Walubi (Buddhist Council of Indonesia).   [2006-12-13]. （原始内容存档于2009-02-11） （英语）.
12. ↑  . Ministry of Tourism, Republic of Indonesia.   [2022-01-01]. （原始内容存档于2021-11-13） （英语）.